# Marcel Prévost

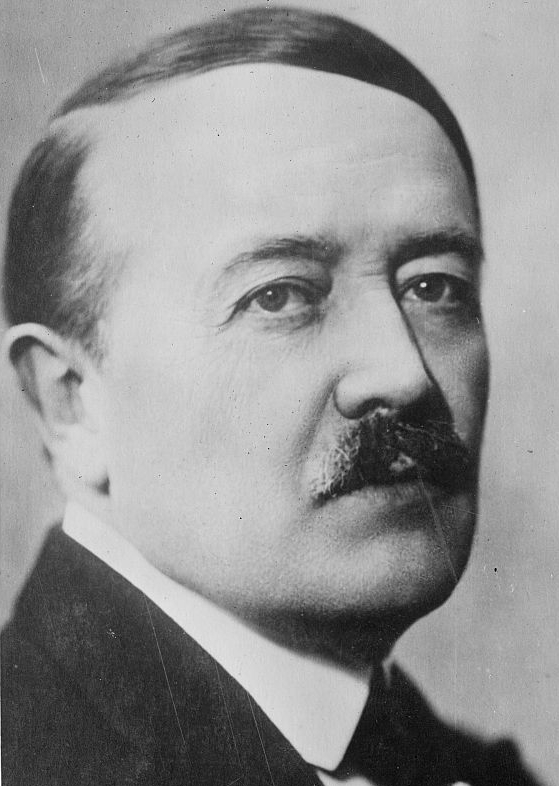
Marcel Prévost

Eugène Marcel Prévost (* 1. Mai 1862 in Paris; † 8. April 1941 ebenda) war ein französischer Romanautor und Dramatiker.

## Leben
Nach dem Schulbesuch in einer christlichen Grundschule in Orléans, dann in Châtellerault und in Jesuiten-Schulen in Bordeaux und Paris, absolvierte er in Paris die École polytechnique. Danach wurde er Ingenieur in einer Tabakfabrik, bevor er in ein Ministerium eintrat.
Ab 1881 begann er Novellen in der Zeitschrift Le Clairon zu veröffentlichen. 1890 gab er seine öffentliche Stellung auf, um sich der Literatur zu widmen. Nach ersten Romanen, die das Leben in der Provinz behandelten – Le Scorpion (1887), Chonchette (1888), Mademoiselle Jaufre (1889) – begann er, sich in Romanen wie: Cousine Laura (1890), La Confession d’un amant (1891), Lettres de femmes (1892), L’Automne d’une femme (1893) mit dem Thema zu beschäftigen, für das er bekannt wurde: die Erforschung des Wesens der Frau, betrachtet ausschließlich aus männlicher Sicht.
Sein Erfolg kam 1894 mit Les Demi-vierges, seinem gefeiertsten Roman. Er beschreibt auf überdeutliche Weise die Auswirkungen, die das Pariser Großstadt-Leben und die moderne Erziehung und Gesellschaft auf junge Frauen haben kann. Der Roman wurde anschließend zu einem Theaterstück umgeschrieben und am 2. Mai 1895 mit großem Erfolg am Théâtre du Gymnase uraufgeführt. Der Begriff demi-vierge („Halb-Jungfer“) ging in die Umgangssprache ein und bezeichnet ein freizügiges und gleichwohl jungfräuliches Mädchen.
Im gleichen Geist veröffentlichte Marcel Prévost Jardin secret (1897), Les Vierges fortes (1900), Frédérique (1900), Léa (1900), L’Heureux ménage (1901). Les Lettres à Françoise (1902) stellen ein Programm zur Mädchenerziehung dar. Sodann folgten La Princesse d’Erminge (1904) und La plus faible (1904), ein Stück in vier Aufzügen, das mit großem Erfolg an der Comédie-Française aufgeführt wurde, sowie L’Accordeur aveugle (1905). Aus der Fülle von gleichartigen Hervorbringungen könnte man Monsieur et Madame Moloch (1906) besonders hervorheben, eine heitere Satire über den deutschen Charakter.

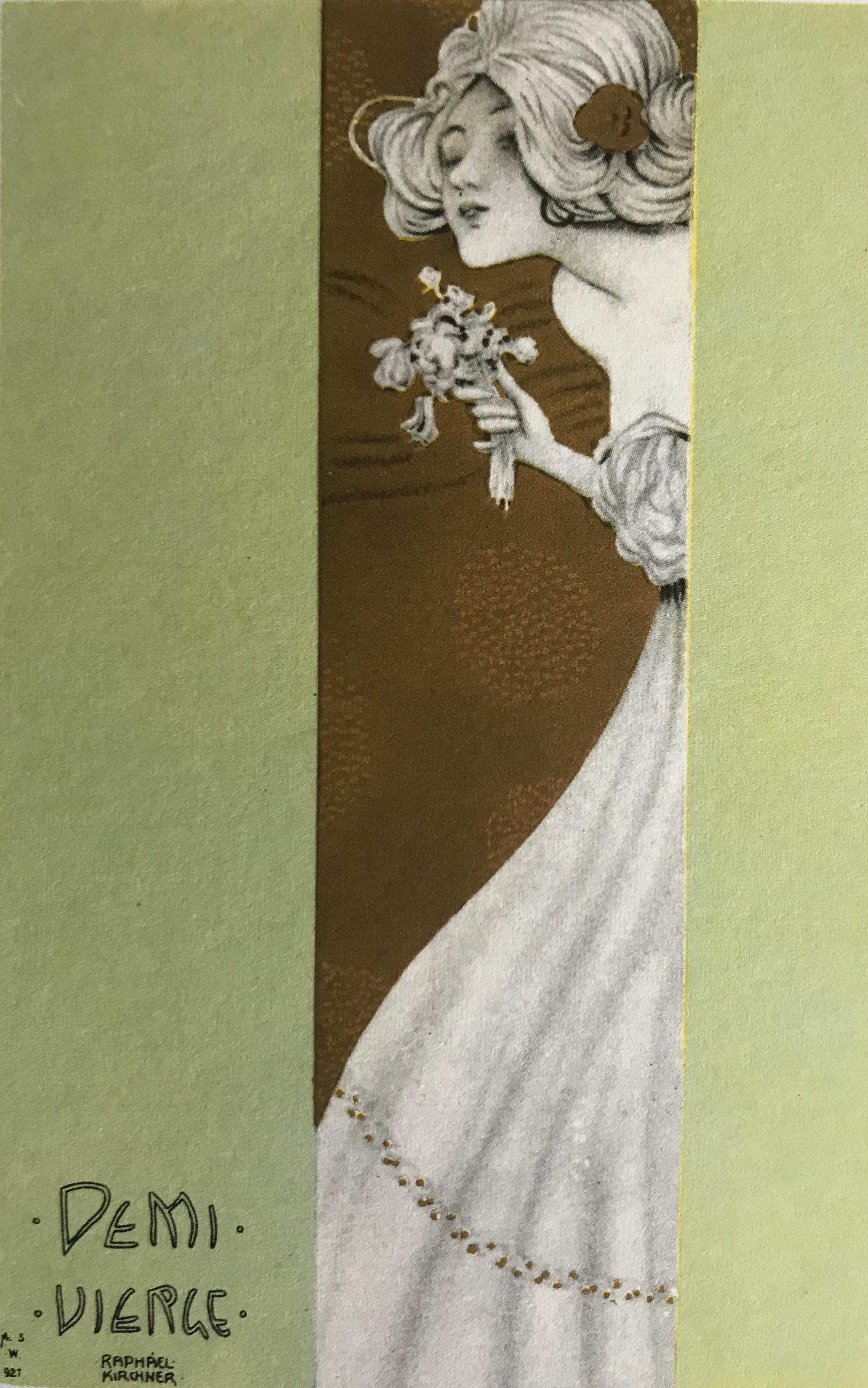
Demi vierge, von Prévosts Roman inspirierte Postkarte von Raphael Kirchner

Am 27. Mai 1909 wurde Prévost auf den Stuhl des verstorbenen Victorien Sardou in die Académie française gewählt. Weitere Werke waren etwa Féminités (1912), Les Don Juanes (1922), La mort des ormeaux (1937). Die Verbindung von Mystik und Erotik in Retraite ardente (1927) zog Proteste der Katholischen Kirche nach sich.
1899 bis 1900 und 1903 bis 1906 war Prévost Vorsitzender der Autorenvereinigung Société des gens de lettres; von 1922 bis 1939 leitete er die Zeitschrift Revue de France.

## Werke in deutscher Übersetzung (Auswahl)
- Halbe Unschuld (Les demi-vierges, Paris 1894). Albert Langen, München 1895.
- Starke Frauen (Les Vierges fortes). Übersetzt von F. Gräfin zu Reventlow. München: Albert Langen, 1900.
- Unter uns Mädchen (Lettres de femmes). Übersetzt von F. Gräfin zu Reventlow. München: Albert Langen 1900.
- Die Fürstin von Ermingen (La Princesse d’Erminge). Übersetzt von F. Gräfin zu Reventlow. Albert Langen, München 1905.
- Liebesbeichte (La Confession d’un amant). Übersetzt von F. Gräfin zu Reventlow. Albert Langen, München 1908.
- Herr und Frau Moloch (Monsieur et Madame Moloch). Übersetzt von F. P. Fischer. Albert Langen, München 1908.
- Lea (Léa). Übersetzt von F. Gräfin zu Reventlow. Albert Langen, München 1909.
- Die junge Mutter (Lettres à Françoise). Übersetzt von G. Katz. Albert Langen, München 1913.
- Ratschläge für Junggesellen und Verlobte. Langen-Müller, München, Wien 1973. ISBN 3-7844-1394-3
- Eine glückliche Ehe. (L'heureux ménage). Übersetzt von F. Gräfin zu Reventlow. Albert Langen, München 1900.